# Luciano Vincenzoni
Luciano Vincenzoni, född 7 mars 1926 i Treviso i norra Italien, död 22 september 2013 i Rom, var en italiensk manusförfattare. Han skrev eller medverkade till manuset för närmare 70 filmer mellan 1956 och 2000. Mest känd utanför Italien är han kanske för sina spagettivästernfilmer. År 1965 skrev han tillsammans med regissören Sergio Leone För några få dollar mer (1965) med  Clint Eastwood, Lee Van Cleef och Gian Maria Volonté i huvudrollerna och hjälpte Leone att sälja filmen till United Artists. Filmen blev den amerikanske skådespelaren Clint Eastwoods internationella genombrott. Samma år skrev Vincenzoni manuset till Den gode, den onde, den fule (1966), även den regisserad av Leone och med Eastwood, Van Cleef och Eli Wallach i huvudrollerna.,